# Odynerus daedalus
Odynerus daedalus är en stekelart som beskrevs av Harris 1835. Odynerus daedalus ingår i släktet lergetingar, och familjen Eumenidae. Inga underarter finns listade i Catalogue of Life.